# 3209 Buchwald
3209 Buchwald (1982 BL1) là một tiểu hành tinh vành đai chính được phát hiện ngày 24 tháng 1 năm 1982 bởi Bowell, E. ở Flagstaff (AM).